# أوبرا ميني
أوبرا ميني Opera Mini، هو متصفح مجاني مصمم للهاتف المحمول لتصفح الإنترنت جافا إم إي وبالتالي يتطلب جهاز محمول قادر على تشغيل تطبيقات جافا إم إي ويمكن تلخيصه في أربع كلمات: سرعة، كلفة تصفح أقل، أمن وسرية! هذا البرنامج الرائع يفتح لك مواقع الإنترنت على جوالك تماماً كما تفتحها على الإنترنت, بعكس المتصفحات الأخرى التي تعرض لك المواقع بالطريقة التقليدية كنصوص بإزالة الصور وتصغير حجم الموقع بطريقة تختلف كلياً عن الطريقة التي تُعرض فيها مواقعك على الإنترنت.

## مزايا
السرعة في التصفح: لأن برنامج أوبرا ميني Opera Mini يضغط البيانات (بيانات الموقع الذي ترغب بتصرف)

## Opera Link
عرض المواقع بطبيعتها كما تتصفحها على الإنترنت ولكن بصورة مصغرة تتلائم حجم شاشة هاتفك، أو يمكنك اختيار عرض المواقع بالطريق التقليدية. ويمكنك اختيار أية مساحة من الموقع وتكبيرها (لتراها بالحجم الطبيعي كما لو أنك تتصفحها من خلال كمبيوترك).ويمكنك عرض الموقع بطريقة عمودية أو بطريقة أفقية تتوفر في بعض الهواتف المحمولة.
حمّل البرنامج وجربه واكتشف بنفسك بقية المزايا الرائعة!لتحميل البرنامج, عليك ببعض الخطوات: زر موقع أوبرا ميني ثم عليك أن تحدد نوع هاتفك (نوكيا أو موتورولا … الخ) أن تحدد رقم هاتفك (E50, E60, N95, N80 … الخ)ثم تحمل ملف البرنامج على جهازك ومن ثم تثبته على هاتفك المحمول باستخدام البرنامج الذي يتلائم مع هاتفك. لهواتف نوكيا استخدم Nokia Pc Suite لهواتف موتورولا استخدم Motorola tools … ثبت البرنامج على هاتفك المحمول ثم ابدأ بتصفح.
إذا أردت تجربة البرنامج على الإنترنت أولا قبل تثبيته على جوالك، قم بزيارة الموقع الإلكتروني للشركة.

## Opera Mini Stimulator
باستخدام تقنية الجافا, ستجرب البرنامج كما لو أنك تستخدمه من خلال هاتفك المحمول … أدخل عنوان أي موقع وابدأ التصفح (جرب عنوان ويكيبيديا مثلاً!). أود أن أشير، وأذكر بالمشكلة الكبيرة في عالم تقنيات الويب والبرامج بأن اللغة العربية، هي اللغة ربما الأقل دعماً, لهذا ستجد مع هذا البرنامج أو مع سواه بأن المواقع المنشورة (مثلاً) بالإنجليزية تُعرض بطريقة أفضل نوعاً ما. مع العلم بان البرنامج يحتاج هاتف يستطيع دعم الجافا وتشغيل تطبيقاتها.

## مقالات ذات صلة
- أوبرا (متصفح ويب)

## وصلات خارجية
- أوبرا ميني على موقع Google Play (الإنجليزية)
- اوبرا
- اوبرا ميني
- اوبرا موبايل